# Mikhaïl Papava
Mikhaïl G. Papava (en russe : Михаил Григорьевич Папава, né le 24 octobre (6 novembre) 1906 à Kharkov dans l'Empire russe et mort le 27 janvier 1975 est un journaliste soviétique, également écrivain, scénariste et critique.

## Biographie
En 1931, Mikhaïl Papava sort diplômé de la faculté d'histoire et de philologie de l'université de Moscou et, en 1938, de la faculté des scénaristes de l'Institut national de la cinématographie. Depuis 1938, il travaille comme rédacteur aux studios Mosfilm. Papava est surtout connu pour avoir coscénarisé avec Vladimir Bogomolov le film L'Enfance d'Ivan d'Andreï Tarkovski, sorti en 1962. Papava décède le 27 janvier 1975 et est enterré au cimetière Donskoï de Moscou.

## Prix et honneurs
Mikhaïl Papava est lauréat du prix Staline du premier degré en 1950 et de l'ordre de l'Insigne d'honneur en 1956.

## Filmographie
- 1938 : La Maison du Chat (ru) (Кошкин дом, Kochkin dom) de Panteleimon Sazonov (ru)
- 1944 : Champs patriotiques (Родные поля) de Boris Babotchkine
- 1949 : Ivan Pavlov (Академик Иван Павлов) de Grigori Rochal
- 1950 : Loin de Moscou (Далеко от Москвы, Daleko ot Moskvy) d'Aleksandr Stolper
- 1952 : Kachtanka (Каштанка), film d'animation de Mikhaïl Tsekhanovski (avec Boris Brodsky (ru))
- 1952 : La Cigogne jaune (ru) (Жёлтый аист, Zhelty aïst) de Lev Atamanov (avec Boris Brodsky)
- 1953 : Le Grand Guerrier albanais Skanderbeg (Великий воин Албании Скандербег) de Sergueï Ioutkevitch
- 1957 : La Hauteur (Высота, Vyssota) d'Alexandre Zarkhi
- 1962 : L'Enfance d'Ivan (Иваново детство, Ivanovo detstvo) d'Andreï Tarkovski (avec Vladimir Bogomolov)
- 1965 : Sur la même planète (На одной планете, Na odnoï planete) de Savva Dangoulov (ru)
- 1969 : Je suis sa fiancée (Я его невеста, Ya ego nevesta) de Naoum Trakhtenberg (ru)
- 1972 : La Vie nous teste (Жизнь испытывает нас) de Chamile Makhmoudbekov (Azerbaïdjanfilm)
- 1979 : Le Procès (Процесс) de Djali Sodanbek (Kirghizfilm)